# Hyland River
Hyland River är ett vattendrag i Kanada.   Det ligger i British Columbia och Yukon, i den västra delen av landet, 3 800 km väster om huvudstaden Ottawa.
I omgivningarna runt Hyland River växer i huvudsak barrskog. Trakten runt Hyland River är nära nog obefolkad, med mindre än två invånare per kvadratkilometer.